# 工党主席 (英国)
在英國，工党主席是由前英國首相兼工黨黨魁托尼·布莱尔在2001年大选后创设的礼仪性职位。这个职位不能与根据《工党党章》设立的党主席（全国执行委员会主席）职位混淆。2007年后，这个職位由工黨副黨魁兼任。
2007年之前，这个职务通常与不管部部長由同一人担任而成为内阁职位。这样的安排类似于保守党执政时，保守党主席兼不管部部長（或其他内阁闲职）入阁的模式，但工党主席不能与保守党主席相比的是，后者担负管理中央庶务和监督选举的重任，前者则无此职责，工党另有总书记一职负责这两项工作。布莱尔在介绍这个职务时称之为“政府和党的联络人”，而当时工党的国会后座议员和普通党员正越来越不满于布莱尔的总统式风格。有人指出设立这个职位是“从保守党处学来的”，更有人表示“这不是党内民主的胜利”。
2007年戈登·布朗上台后，多次表示英国是“议会制而非总统制国家”，极力淡化其前任总统式风格的负面影响。作为变革的一部分，“政府和党之间沟通的桥梁”——工党主席应由党员选举产生而非黨魁任命，布朗在其当选黨魁的演讲中既做出了这一承诺。出于精简提效的考虑，工党主席与工党副黨魁由同一人担任，副黨魁既是党的二号人物又由党员选举产生。这种安排延续至2017年。
2017年大选工党席位数上升了30席，黨魁傑瑞米·柯賓地位空前稳固，在随后6月14日的影子内阁改组中，他任命影子不管部部長伊恩·拉弗利接替党的副黨魁汤姆·沃特森兼任党主席，使党主席的任命方式回归2001年模式。拉弗利同时担任大选协调员。科尔宾在解释这一变动时表示，这样安排是为了应付可能发生的今年内第二次大选。分析认为，这一人事任命是为了抵消沃特森在党内日益上升的影响力并增加科尔宾的政治实力。

## 歷任列表
| 姓名 | 姓名          | 肖像 | 任职时间       | 离任时间      | 黨魁                                         |
| ---- | ------------- | ---- | -------------- | ------------- | -------------------------------------------- |
|      | 查尔斯·克拉克 |      | 2001年6月9日   | 2002年6月24日 | 托尼·布莱尔                                  |
|      | 约翰·里德     |      | 2002年10月24日 | 2003年4月4日  | 托尼·布莱尔                                  |
|      | 伊恩·麦肯锡   |      | 2003年4月4日   | 2006年5月5日  | 托尼·布莱尔                                  |
|      | 黑索尔·布里尔 |      | 2006年5月5日   | 2007年6月24日 | 托尼·布莱尔                                  |
|      | 夏雅雯        |      | 2007年6月24日  | 2015年9月12日 | 戈登·布朗 她本人 (代理) 文立彬 她本人 (代理) |
|      | 華德信        |      | 2015年9月12日  | 2017年6月14日 | 杰里米·科尔宾                                |
|      | 伊恩·拉弗利   |      | 2017年6月14日  | 2020年4月5日  | 杰里米·科尔宾                                |
|      | 安杰拉·雷纳   |      | 2020年4月5日   | 2021年5月8日  | 施紀賢                                       |
|      | 安妮莉丝·多兹 |      | 2020年5月9日   | 2024年7月6日  | 施紀賢                                       |
|      | 李雅怡        |      | 2024年7月6日   | 现任          | 施紀賢                                       |